# اچ‌ام‌آی‌اس بمبئی (جی۲۴۹)
اچ‌ام‌آی‌اس بمبئی (جی۲۴۹) (به انگلیسی: HMIS Bombay (J249)) یک کشتی بود که طول آن ۱۸۹ فوت (۵۸ متر) بود. این کشتی در سال ۱۹۴۱ ساخته شد.